# Velites

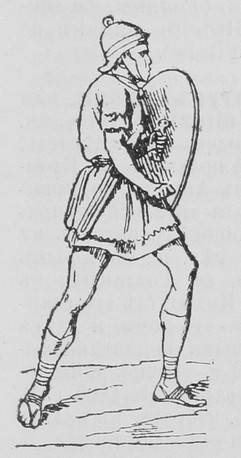
Velites

Velites (i singular veles) kallades lätt beväpnade infanterister i den äldre romerska härordningen. De tillhörde de mindre bemedlade, d.v.s. fjärde och femte förmögenhetsklasserna i den så kallade servianska författningen. Velites fanns till ett antal av 1 200 i varje legion och bildade sista ledet. I slag tjänstgjorde de som tiraljörer, som vid behov kunde dra sig tillbaka genom de luckor, som lämnades av de trupper som hade tyngre beväpning.